# Leijoncrona
Leijoncrona är en svensk adelsätt.
Ätten stammar från kronobonden och ryttaren Olof Holm i byn Närlinge Björklinge socken, hans son Johan Holm adlades 18 juli 1653 med namnet Leijoncrona, och introducerades året därpå, på samma dag som drottning Kristina abdikerade, som adlig ätt nummer 591. Bland övriga medlemmar av ätten märks Johan Holms son Christoffer Leijoncrona. Ätten utslocknade på svärdssidan med honom den 8 april 1710.